# Rząd Lutza Schwerina von Krosigka
Rząd Lutza Schwerina von Krosigka, bardziej znany jako rząd Karla Dönitza – 1 maja 1945 – 23 maja 1945, stanowił po samobójstwie wyznaczonego przez Adolfa Hitlera na swojego następcę na stanowisku kanclerza Rzeszy Josepha Goebbelsa nieuznawany międzynarodowo komisaryczny rząd III Rzeszy (niem. geschäftsführende Reichsregierung), sformowany przez dotychczasowego ministra finansów Lutza Schwerina von Krosigka i powołany przez Naczelnego Dowódcę Wehrmachtu wielkiego admirała Karla Dönitza, wyznaczonego bez podstaw prawnych przez Hitlera na swojego następcę na stanowisku prezydenta Rzeszy. Siedzibą tego rządu było północnoniemieckie miasto portowe Flensburg.
| Funkcja                                               | Imię i nazwisko           | Partia      |
| ----------------------------------------------------- | ------------------------- | ----------- |
| Prezydent Rzeszy                                      | Karl Dönitz               | bezpartyjny |
| Leitender Minister – Minister kierujący pracami rządu | Lutz Schwerin von Krosigk | bezpartyjny |
| Minister spraw zagranicznych                          | Lutz Schwerin von Krosigk | bezpartyjny |
| Minister finansów                                     | Lutz Schwerin von Krosigk | bezpartyjny |
| Minister spraw wewnętrznych                           | Wilhelm Stuckart          | NSDAP       |
| Minister sprawiedliwości                              | Herbert Klemm             | NSDAP       |
| Minister gospodarki i technologii                     | Albert Speer              | NSDAP       |
| Minister wyżywienia i rolnictwa                       | Herbert Backe             | NSDAP       |
| Minister pracy                                        | Franz Seldte              | NSDAP       |
| Minister transportu                                   | Julius Dorpmüller         | NSDAP       |
| Minister poczty                                       | Julius Dorpmüller         | NSDAP       |

Ostatni rząd III Rzeszy został rozwiązany i aresztowany przez aliantów 23 maja 1945 r. w godzinach 9:45-10:00. Wraz z rządem do niewoli wzięto prezydenta Rzeszy Dönitza oraz Naczelne Dowództwo Wehrmachtu. Przy tej okazji gen. Lowell Rooks, szef Alianckiej Komisji Kontroli przy OKW wygłosił oświadczenie skierowane do przedstawicieli władz niemieckich, wezwanych na pokład zacumowanego w porcie flensburskim parowca „Patria”, będącego siedzibą Komisji:

Panowie – otrzymałem polecenie od generała Eisenhowera, aby dziś rano zebrać panów i zakomunikować, że członkowie tymczasowego rządu Rzeszy i Naczelnego Dowództwa Wehrmachtu oraz ich współpracownicy mają być zatrzymani jako jeńcy wojenni. Tym samym tymczasowy rząd Rzeszy zostaje rozwiązany. Akt ten wchodzi w życie od teraz. Każdy z panów ma od tej chwili uważać się za jeńca wojennego. Opuszczając to pomieszczenie, otrzymacie panowie asystę oficerów alianckich, którzy będą wam towarzyszyć do miejsc zakwaterowania, gdzie się spakujecie, zjecie posiłek i uregulujecie swoje sprawy.